# Ptaszki (Biskupiec)
Ptaszki (deutsch Neu Lustig) war ein Ort in der polnischen Woiwodschaft Ermland-Masuren. Er liegt im Bereich der Gmina Biskupiec (Stadt-und-Landgemeinde Bischofsburg) im Powiat Olsztyński (Kreis Allenstein).

## Geographische Lage
Die Ortsstelle von Ptaszki liegt in der nördlichen Mitte der Woiwodschaft Ermland-Masuren, 17 Kilometer südlich der früheren Kreisstadt Rößel (polnisch Reszel) bzw. 41 Kilometer nordöstlich der heutigen Kreismetropole und auch Woiwodschaftshauptstadt Olsztyn (deutsch Allenstein).

## Geschichte
Bei dem 1872 gegründeten kleinen Ort handelte es sich um eine Försterei, die als Unterförsterei 1885 und auch 1905 mit sechs bzw. fünf Einwohnern zur Oberförsterei Sadlowo (polnisch Sadłowo) im ostpreußischen Kreis Rößel gehörte. Als Teil des Gutsbezirks Sadlowo war der Schutzbezirk Neu Lustig in den Amtsbezirk Sadlowo eingegliedert
Am 15. November 1928 änderte sich diese Zugehörigkeit: Forsthaus Neu Lustig wurde zusammen mit dem Forstdienstgehöft in die Landgemeinde Stanislewo (1931 bis 1945 Sternsee, polnisch Stanclewo) im Amtsbezirk Stanislewo (ab 1931: Amtsbezirk Bredinken, polnisch Bredynki) umgegliedert.
Im Zusammenhang der Abtretung des gesamten südlichen Ostpreußen 1945 in Kriegsfolge an Polen erhielt Neu Lustig die polnische Namensform „Ptaszki“. Die kleine Siedlung verlor an Bedeutung und auch an Selbständigkeit. Sie ist heute nur noch ein część wsi Stanclewo (= „Teil des Dorfes Stanclewo“) innerhalb der Stadt-und-Landgemeinde Biskupiec (Bischofsburg) im Powiat Olsztyński (Kreis Allenstein) in der Woiwodschaft Ermland-Masuren.

## Gajówka Wesoła
Wenige hundert Meter nördlich von Ptaszki liegt der ebenfalls zu Stanclewo gehörende Gebäudekomplex Gajówka Wesoła. Über seine Geschichte ist nichts belegt, auch nicht, ob er vor 1945 evtl. eine deutsche Namensbezeichnung gehabt hat. Unbelegt ist die These, das es sich dabei um das einstige Förstereidienstgehöft Neu Lustig oder eines Teils davon handelt.

## Kirche
Bis 1945 war Neu Lustig in die evangelische Kirche Bischofsburg (polnisch Biskupiec) in der Kirchenprovinz Ostpreußen der Kirche der Altpreußischen Union, außerdem in die römisch-katholische Kirche Stanislewo (1931 bis 1945 Sternsee, polnisch Stanclewo) im damaligen Bistum Ermland eingepfarrt.
Ptaszki gehört mit Gajówka Wesoła heute weiterhin zur katholischen Pfarrei Stanclewo, die nun allerdings dem Erzbistum Ermland zugeordnet ist. Evangelischerseits liegen beide Orte heute im Gebiet der Kapellengemeinde Biskupiec, einer Filialgemeinde der Kirche Sorkwity (Sorquitten) in der Diözese Masuren der Evangelisch-Augsburgischen Kirche in Polen.

## Verkehr
Zur Ortsstelle Patszki führt von Stanclewo aus ein Waldweg, der nach einigen hundert Metern bei Gajówka Wesoła endet. Ein Bahnanschluss besteht nicht.